# Everhard Richarz
Everhard Richarz (* 6. Juni 1904 in Mondorf (Niederkassel); † 13. Februar 1941 ebenda) war ein deutscher römisch-katholischer Geistlicher und Märtyrer.

## Leben
Everhard Richarz wuchs zusammen mit sieben Geschwistern in Mondorf bei Bonn auf, besuchte eine Klosterschule in Sittard, studierte Theologie in Bonn und bereitete sich am Collegium Albertinum sowie am Priesterseminar Bensberg auf die Priesterweihe vor, die er am 12. März 1930 in Köln empfing. Die Stationen seines Wirkens waren: Herz-Jesu-Kloster der Augustinerinnen in Großkönigsdorf (westlich von Köln), Herz-Jesu-Kirche in Essen-Steele (1930), Kaplan in St. Stephan in Köln-Lindenthal (1934), Kaplan in St. Marien (Oberhausen) (1938), wo vor ihm von 1927 bis 1932 Joseph Cornelius Rossaint gewirkt hatte.
Zusammen mit drei seiner Brüder (Johann, Wilhelm, Peter) wirkte Everhard Richarz gegen das nationalsozialistische Regime. Er wurde mehrfach verwarnt und musste Geldstrafen zahlen. Im Februar 1939 wurde er verhaftet und kam über die Gefängnisse Oberhausen und Köln Klingelpütz Ende 1939 in das Gefängnis Moabit. Dort wurde er im Februar 1941 krank entlassen und starb kurz nach seiner Rückkehr ins Elternhaus im Alter von 36 Jahren.

## Gedenken
Die deutsche Römisch-katholische Kirche hat Everhard Richarz als Märtyrer aus der Zeit des Nationalsozialismus in das deutsche Martyrologium des 20. Jahrhunderts aufgenommen. In Mondorf ist das Kaplan-Everhard-Richarz-Ufer nach ihm benannt.

An ihn und weitere christliche Widerstandskämpfer wurde im November 2022 in der Ausstellung „Märtyrer – christliche Gewaltopfer der NS-Zeit“ des
Landtags NRW erinnert.